# Pascal Kohlvelter
Pascal Kohlvelter (* 24. Juli 1965 in Ettelbrück) ist ein ehemaliger luxemburgischer Radrennfahrer und nationaler Meister im Radsport.

## Sportliche Laufbahn
Kohlvelter war im Straßenradsport aktiv. Er startete für den Verein ACC Contern. Er gewann 1987 die nationale Meisterschaft im Straßenrennen der Amateure vor Marc Ludovicy. 
1987 wurde er 91. in der Tour de l’Avenir. 1988 gewann er die Volta Provincia de Castello.
1989 und 1990 startete er als Berufsfahrer für ein spanisches Radsportteam. 1990 holte er den nationalen Titel im Straßenrennen bei den Profis. Er holte den Titel als einziger Starter Luxemburgs in der Drei-Nationen-Meisterschaft, die die Verbände Luxemburgs, Deutschlands und der Schweiz veranstalteten.
In der Vuelta a España 1989 schied er aus.

## Berufliches
Nach seiner aktiven Karriere war er als Sportlicher Leiter tätig. 2017 arbeitete er für das Team Kuwait-Cartucho.es., ab 2018 bei VIB Sports.